# Peggau
Peggau est une commune (Marktgemeinde) autrichienne du district de Graz-Umgebung en Styrie.

## Géographie
Peggau se situe à 17 km à vol d’oiseau au nord-nord-ouest de Graz, au bord de la Mur.
La commune comprend deux localités (Ortschaften) : Peggau (2 093 habitants au 1er janvier 2020) et Friesach (242 habitants).
L’une des entrées de la Lurgrotte, grotte ouverte au public, se trouve à Peggau.

## Transports

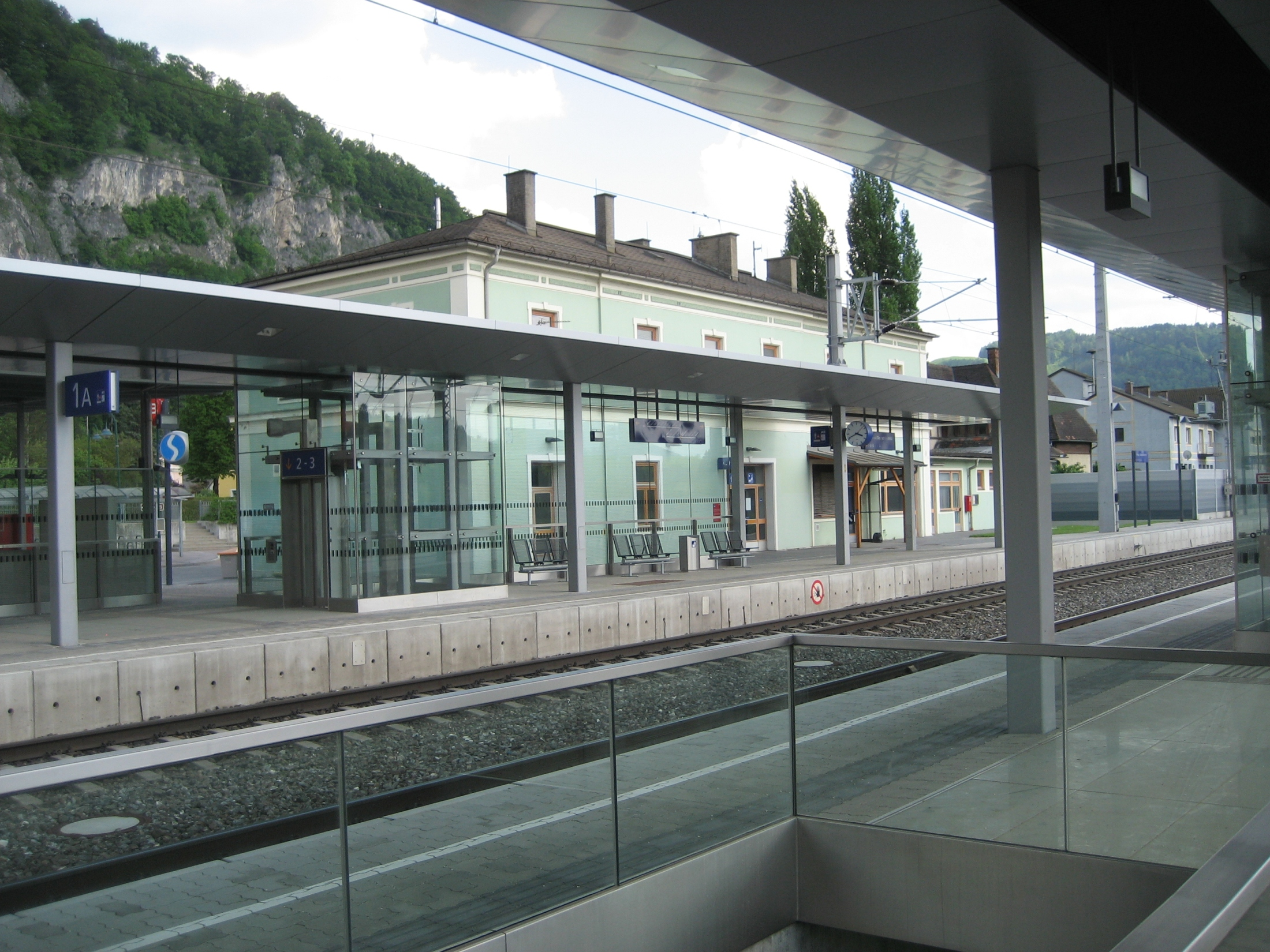
La gare de Peggau-Deutschfeistritz.

Peggau se situe sur la voie rapide S35 qui relie Graz à Bruck an der Mur. La commune a une gare, Peggau-Deutschfeistritz, située sur la ligne S1 du S-Bahn de Styrie.